# Ассаламу алейкум

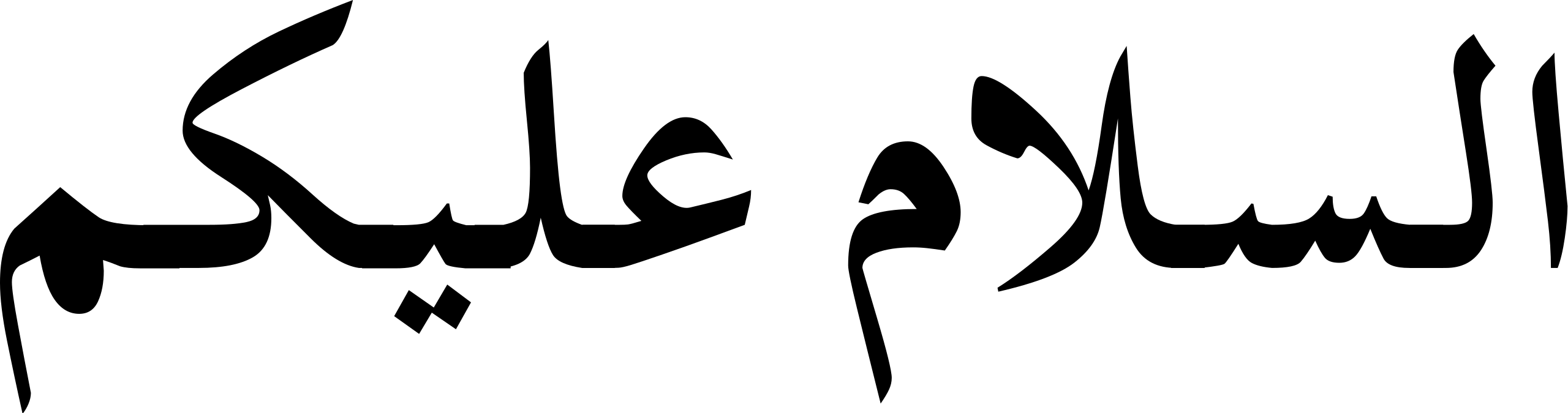
Арабське написання слів Ассаламу алейкум

 Ас-Саляму алейкум (араб. ٱلسَّلَامُ عَلَيْكُمْ, кириліз.: мир вам, латиніз. ʔæsːælæːmʊ ʕɑlæɪkʊm) — арабське вітання, вкорінене в ісламі. Його також використовують мусульмани інших національностей, араби-християни й арабські євреї. Еквівалент єврейського вітання «Шалом алейхем», подібний до українського — «Здоровенькі були!» тощо. У відповідь на це вітання традиційно кажуть уа-алейкум ас-салям (араб. وَعَلَيْكُمُ ٱلسَّلَامُ —і вам мир). Поняття «Салам», однокореневе до слова «іслам», спочатку мало суто релігійне значення та використовувалося в сенсі «Мир з Богом».

## Про вітання в Корані та Сунні
Згідно з Кораном, мусульмани зобов'язані відповідати на привітання, використовуючи не менше слів, ніж той хто привітав перший: 
«Коли вас вітають, відповідайте ще кращим привітанням або тим самим. Воістину, Аллах підраховує всіляку річ.»— (Коран, 4:86)
Сунна пророка Мухаммеда та юридичні праці, присвячені стосункам мусульман та немусульман, говорять про те, що вітання призначене для звернення серед людей Писання. В одному з хадисів пророк говорить: «Коли люди Писання вас вітають словами  ас-саму ' алейкум (замість  Ассаламу ' алейкум), то відповідайте: ва-алейкум ».
Згідно з хадисом, одного разу єврей у присутності Аїші вітав Мухаммеда словами  ас-саму ' алейкум  (замість Ассаламу ' алейкум). Слово сам має значення «швидка смерть». Тоді Аїша почала голосно лаятися з євреєм, але Мухаммад сказав їй не лаятися, а що слід відповідати араб. وَعَلَيْكُمْ «і вам» (ва-алейкум).

## Інші види вітання
Щиро кажучи, граматично Ассаляму алейкум вказує лише на другу особу множини (вам). 
Інші варіанти вітань та відповідей на вітання:
- Ас-Саляму алейка (араб. ٱلسَّلَامُ عَلَيْكَ —мир тобі) — при зверненні на «ти» до одного чоловіка;
- Ас-Саляму алейкі (араб. ٱلسَّلَامُ عَلَيْكِ —мир тобі) — при зверненні на «ти» до однієї жінки;
- Ас-салям алейкума (араб. ٱلسَّلَامُ عَلَيْكُمَا —мир вам (обом) ) — при зверненні до двох людей будь-якої статі;
- Ас-салям алейкуму (араб. ٱلسَّلَامُ عَلَيْكُمْ —мир вам) — при зверненні до групи з трьох або більше осіб, серед яких є хоча б один чоловік; або особа високого державного рівня (король, міністр тощо);
- Ас-Саляму алейкунна (араб. ٱلسَّلَامُ عَلَيْكُنَّ —мир вам) — лише при зверненні до трьох та більше жінок;
- Салям[1] (араб. سَلَام —мир) — останнім часом в країнах зі змішаним населенням, які сповідують різні релігії, але де переважає іслам, використовують не «Ассаламу алейкум», а лише скорочене слово «Салам», причому і люди інших релігій вітаються з мусульманами і між собою цим укороченим словом.
- Ас-Саляму алейкум ва-рахмат-Ллах (араб. ٱلسَّلَامُ عَلَيْكُمْ وَرَحْمَةُ ٱللَّٰهِ — мир вам і милість Божа) — форма вітання, яке означає: «Мир вам і милість Аллаха»[1].
- Ас-Саляму алейкум ва-рахмат-ллах ва-баракятух (араб. ٱلسَّلَامُ عَلَيْكُمْ وَرَحْمَةُ ٱللَّٰهِ وَبَرَكَاتُهُ — мир вам і милість Божа і Його благословення) — форма вітання, яке означає: «Мир вам, милість Аллаха і Його благословення»[1].
- Ва-алейкум ас-салям ва-рахмат-ллах ва-баракятух (араб. وَعَلَيْكُمُ ٱلسَّلَامُ وَرَحْمَةُ ٱللَّٰهِ وَبَرَكَاتُهُ — і вам мир і милість Божа і Його благословення) — форма відповіді на привітання, яке означає: «І вам мир, милість Аллаха і Його благословення».

## Положення пов'язані з привітанням
Перед тим як привітати людей в мечеті, мусульмани повинні здійснити молитву тахіяту ль-масджид (привітання мечеті).
Мусульманам не можна першим вітати:
- Чоловікам — незнайомих дівчат, молодих жінок.
- Тих, хто читає молитву (намаз), проповідь (хутба) або Коран.
- Тих, хто поминає Аллаха (зікр) або вимовляє проповідь.
- Муедзина, який закликає до молитви (азан або ікамат).
- Людину, яка приймає їжу або справляє природну потребу.
- Людину, яка коїть гріх[5].

Першими повинні вітати: старший — молодшого, містянин — сільського жителя, вершник — пішого, той хто стоїть — того хто сидить, господар — прислугу, батько — сина, мати — свою дочку.